# Huabu (köpinghuvudort i Kina, Zhejiang Sheng, lat 29,02, long 118,35)
Huabu (kinesiska: 华埠) är en köpinghuvudort i Kina. Den ligger i provinsen Zhejiang, i den östra delen av landet, omkring 220 kilometer sydväst om provinshuvudstaden Hangzhou. Antalet invånare är 35 141. Befolkningen består av 17 561 kvinnor och 17 580 män. Barn under 15 år utgör 16,0 %, vuxna 15-64 år 72 %, och äldre över 65 år 11,0 %.
Runt Huabu är det ganska tätbefolkat, med 230 invånare per kvadratkilometer. Närmaste större samhälle är Kaihua Chengguanzhen, 15,3 km norr om Huabu. I omgivningarna runt Huabu växer i huvudsak blandskog.
Genomsnittlig årsnederbörd är 2 636 millimeter. Den regnigaste månaden är juni, med i genomsnitt 506 mm nederbörd, och den torraste är oktober, med 38 mm nederbörd.